# Sicya vigasia
Sicya vigasia là một loài bướm đêm trong họ Geometridae.